# Ambasada Stanów Zjednoczonych w Moskwie

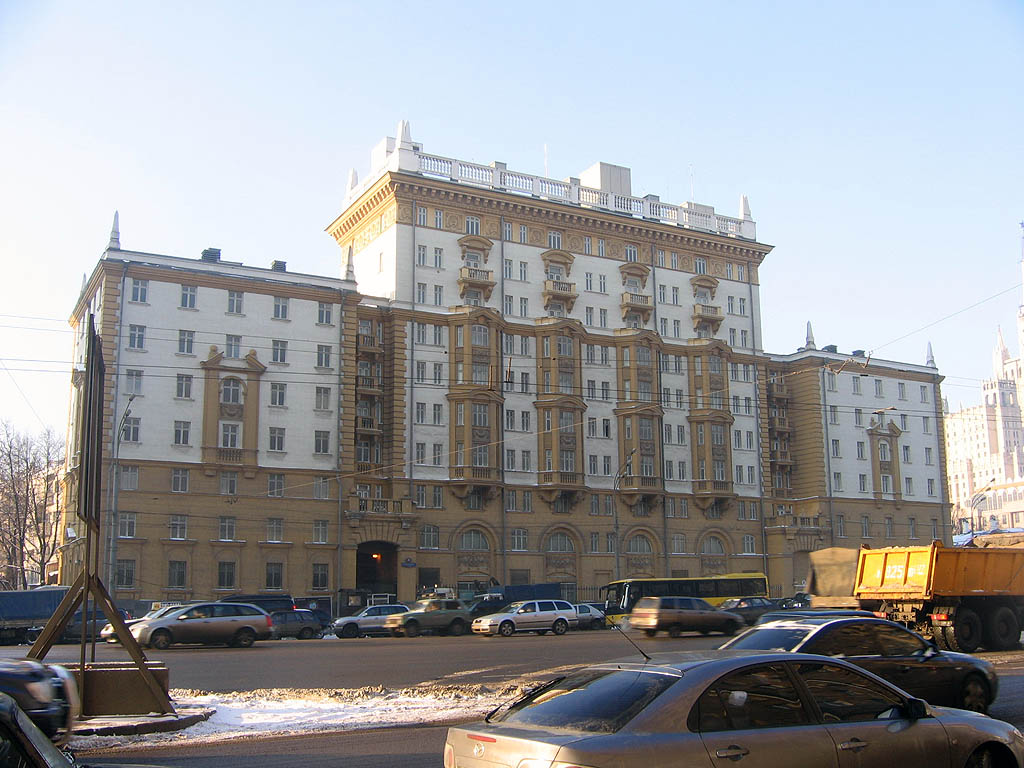
Dawny budynek ambasady Stanów Zjednoczonych przy ul. Czajkowskiego/bulw. Nowińskim (1953–2000)

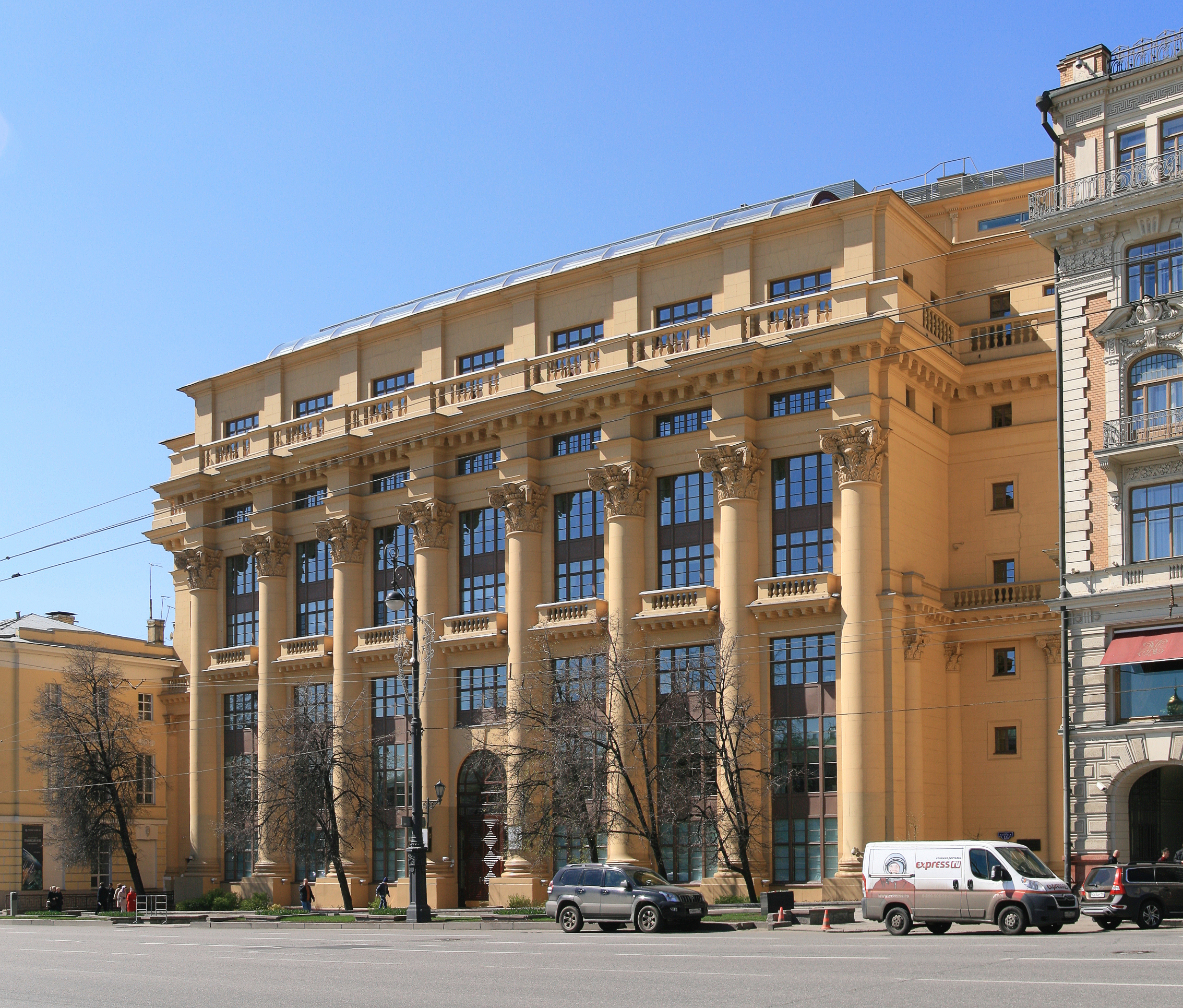
Dawny budynek ambasady Stanów Zjednoczonych przy ul. Mochowej (1934–1953)

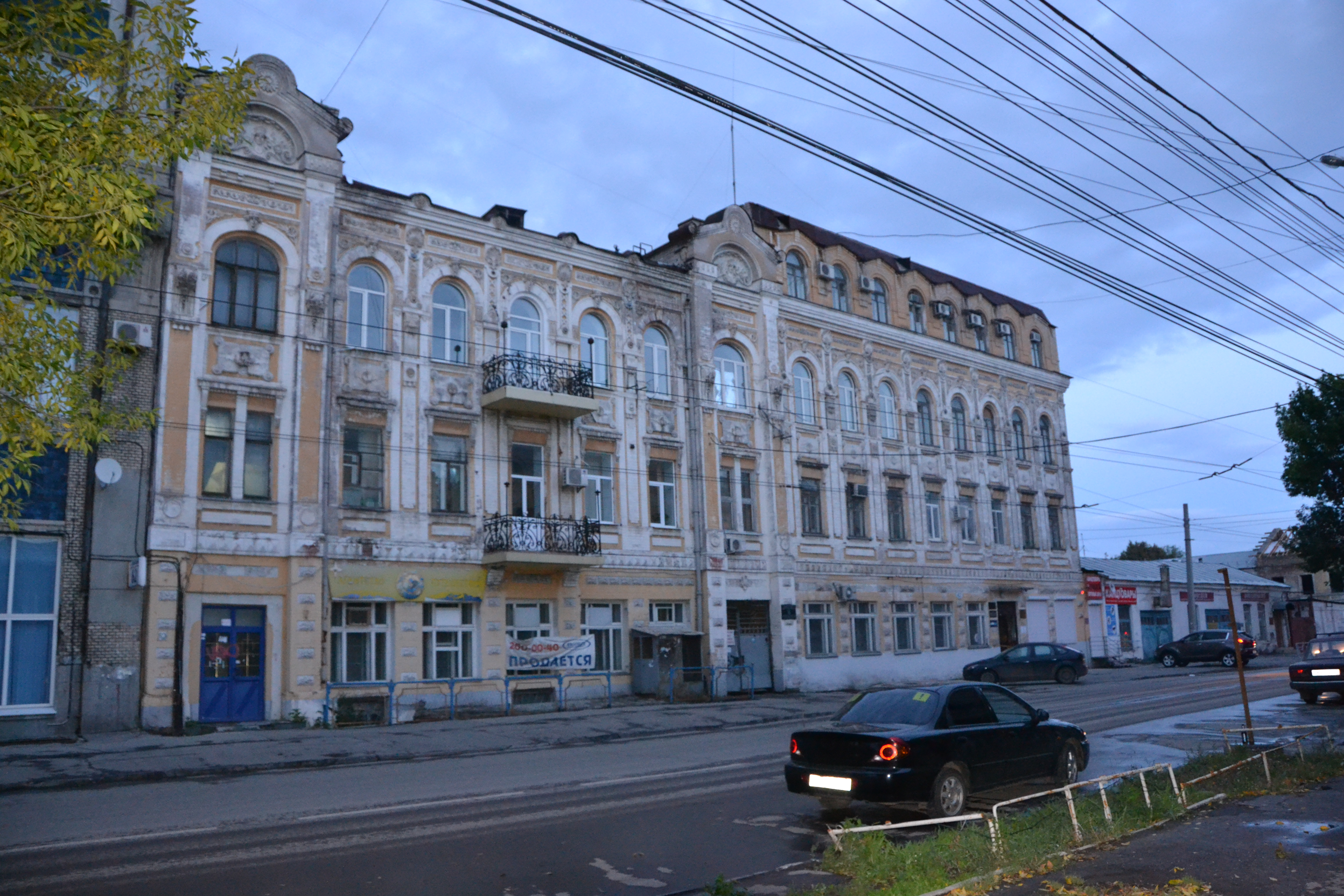
Dawny budynek ambasady Stanów Zjednoczonych w Kujbyszewie przy ul. Niekrasowskiej (1941–1943)

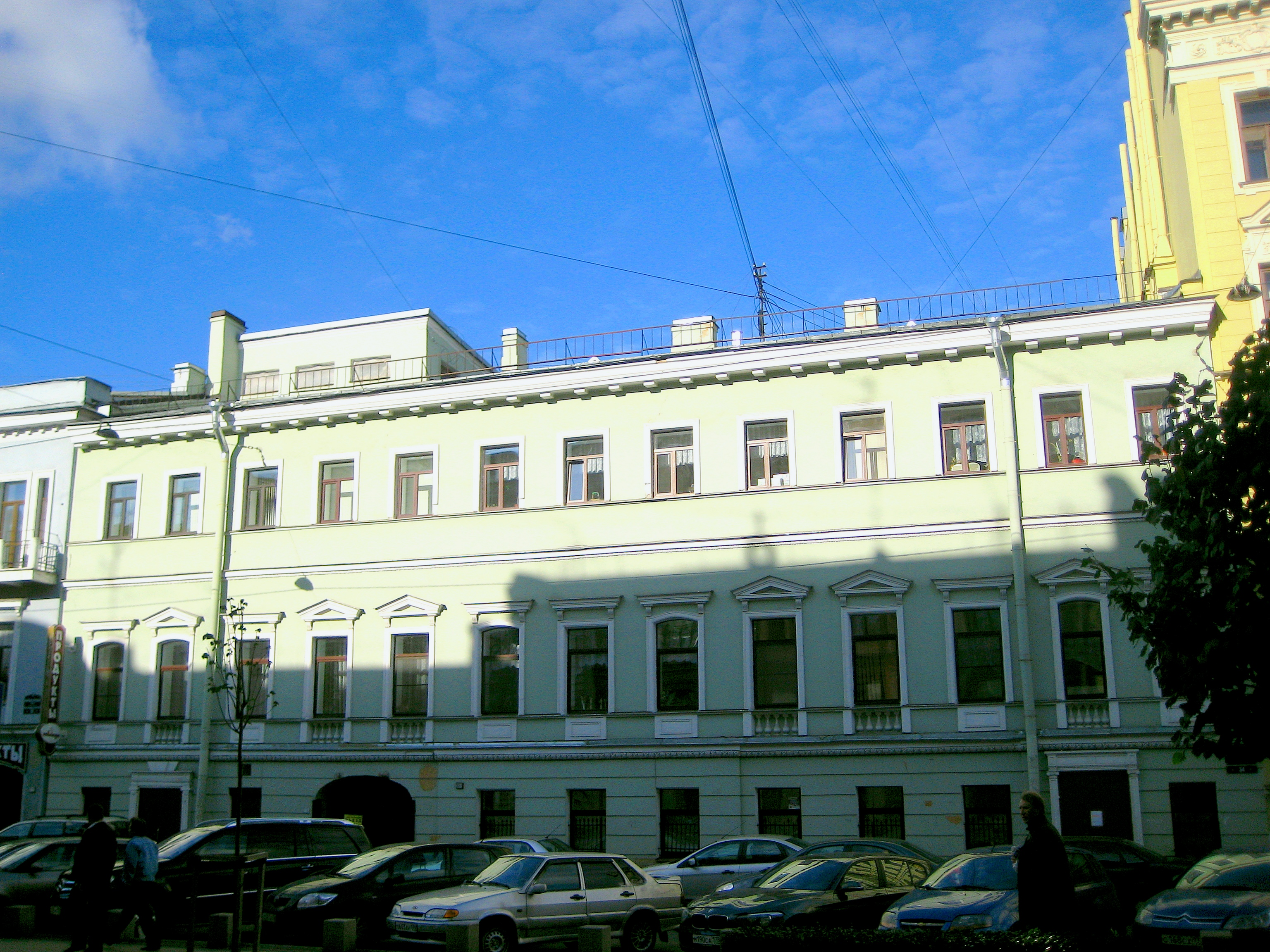
B. siedziba Ambasady Stanów Zjednoczonych w Petersburgu przy ul. Fursztatskiej 34 (1910-1917)

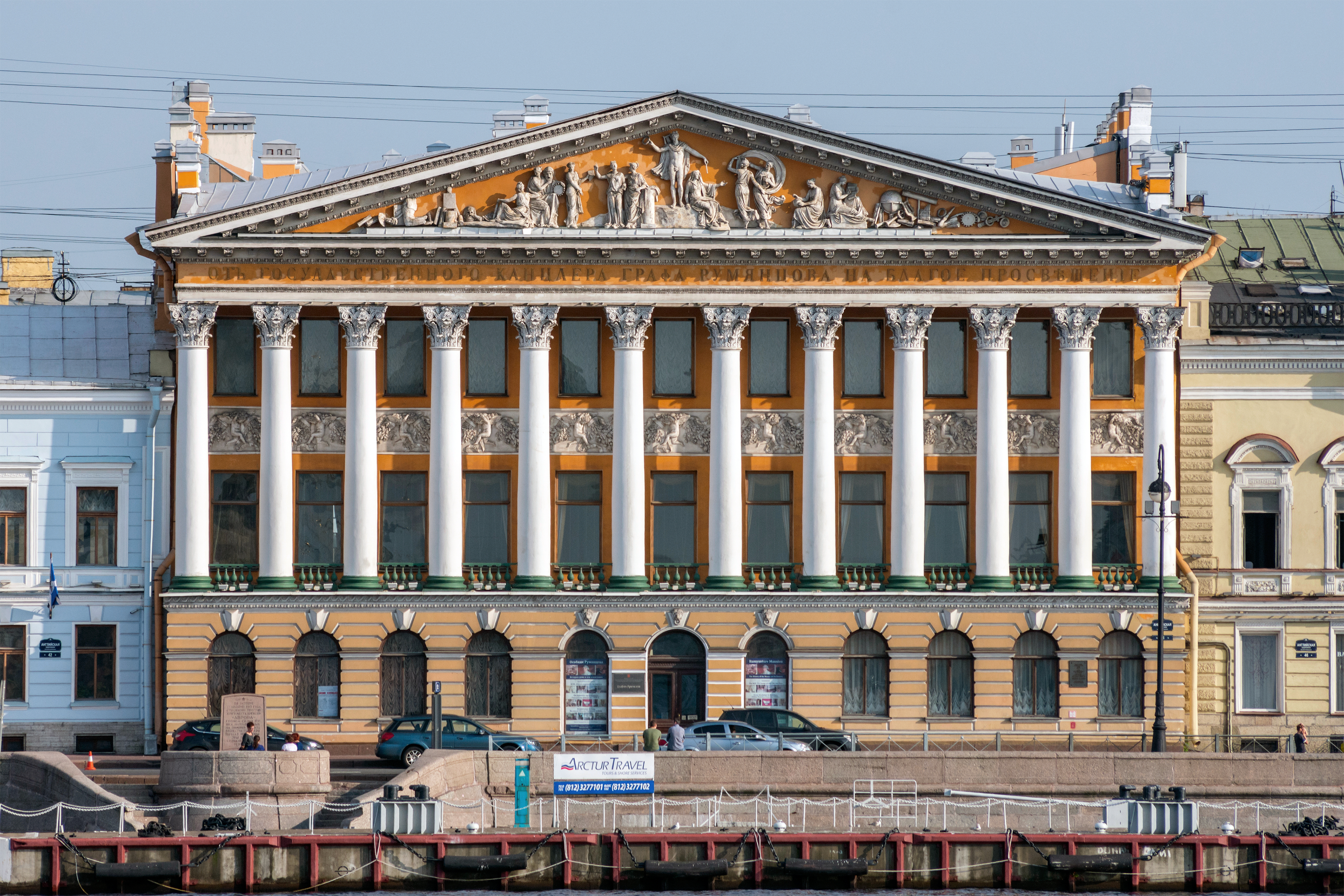
B. siedziba Ambasady Stanów Zjednoczonych w Petersburgu przy nadb. Anglijskiej 44 (1908–1909)

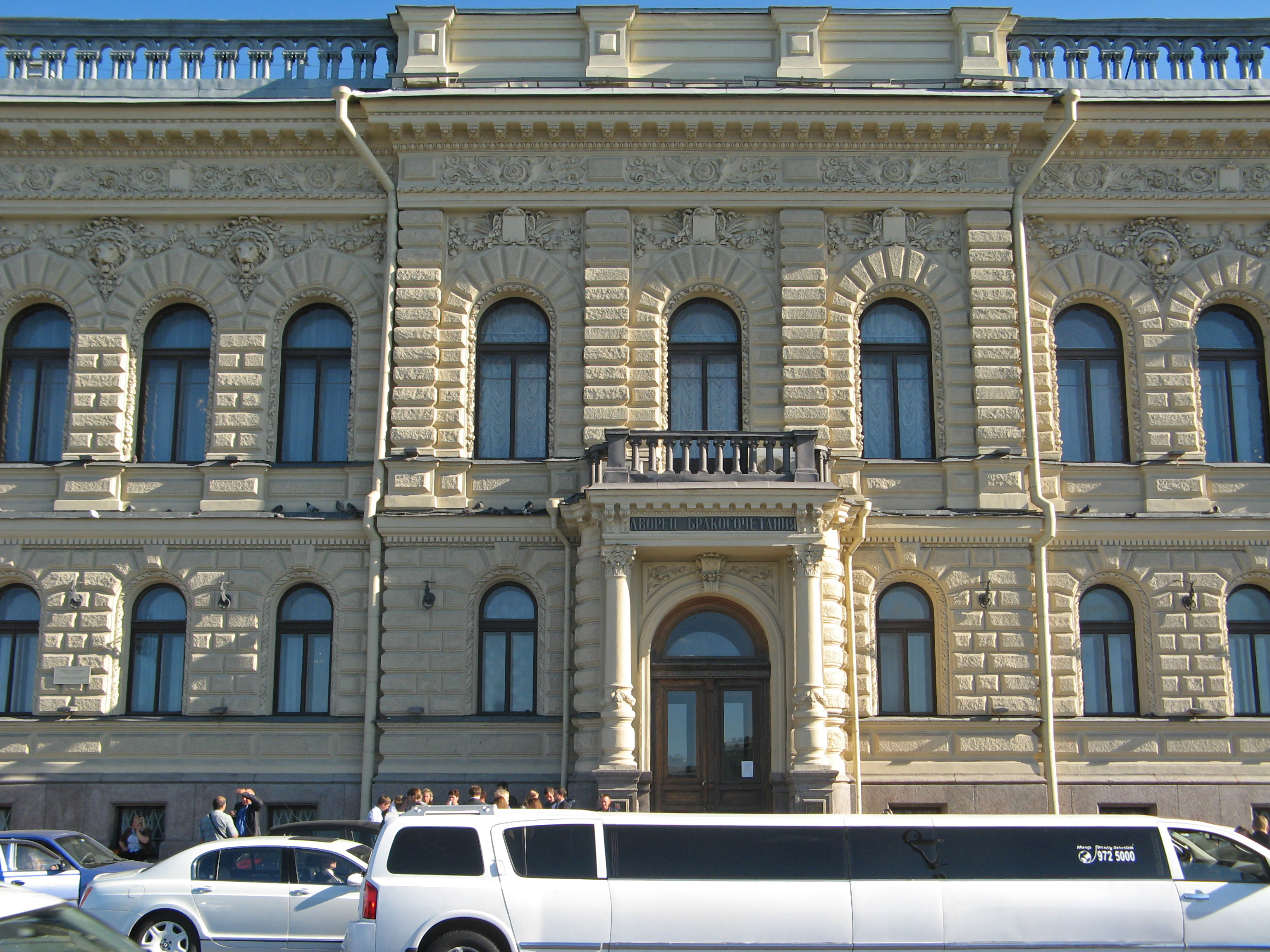
B. siedziba Ambasady Stanów Zjednoczonych w Petersburgu przy nadb. Anglijskiej 28 (1898)

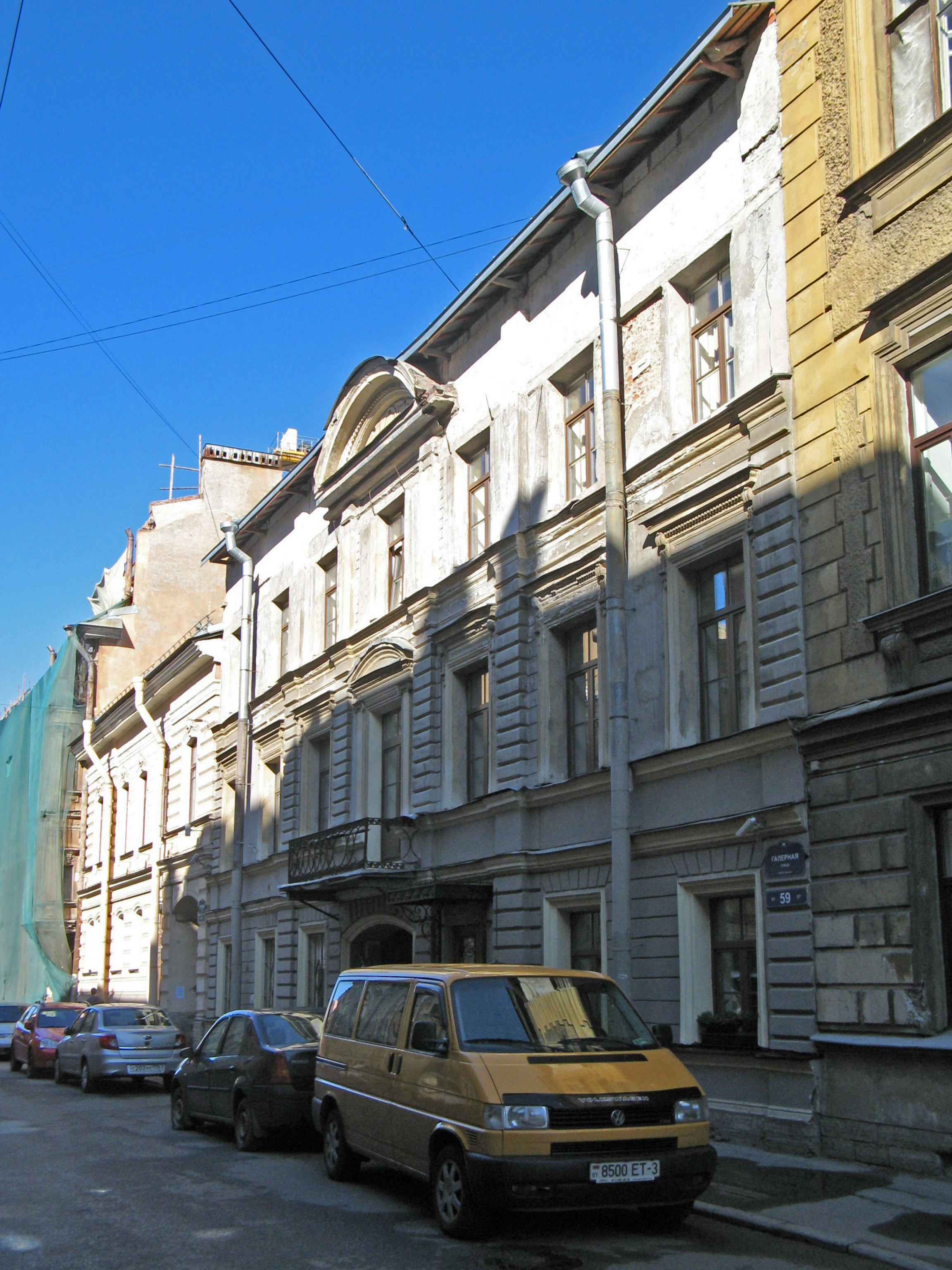
B. siedziba Poselstwa Stanów Zjednoczonych w Petersburgu przy ul. Galernej 59 (1835)

Ambasada Stanów Zjednoczonych w Moskwie (ang. Embassy of the United States of America in Moscow, ros. Посольство США в Москве) – misja dyplomatyczna Stanów Zjednoczonych Ameryki w Federacji Rosyjskiej.

## Historia
Pierwszy przedstawiciel Stanów Zjednoczonych w Rosji rozpoczął misję w 1780. Od 1809 reprezentanci Stanów Zjednoczonych w Imperium Rosyjskim byli mianowani w randzie ministrów pełnomocnych, od 1817 w randze posła nadzwyczajnego i ministra pełnomocnego, a od 1898 w stopnia ambasadora. Wielokrotnie zmieniał się adres misji z siedzibą w Petersburgu, która mieściła się m.in. 
- w budynku z 1798[2] przy ul. Galernej 59/nadbrzeżnej Anglijskiej 58 (Галерная ул./Английская наб.) – 1835[3],
- w pałacu barona P. von Derwiza z 1890 (arch. Aleksandr Krasowski) przy nadb. Anglijskiej 28 (Английская наб.) – 1898,
- w pałacu hr. Nikołaja Rumiancewa z 1730 (arch. Wasilij Glinka) przy nadb. Anglijskiej 44 (Английская наб.) – 1908–1909; w pałacu od 1953 mieściło się Państwowe Muzeum Historii Leningradu (Государственный музей истории Ленинграда), któremu w 1991 zmieniono nazwę na Państwowe Muzeum Historii Petersburga (Государственный музей истории Санкт-Петербурга),
- w pałacu A. Orłowa-Denisowa-Nikitina z 1898 (arch. S. Lebiedew) przy ul. Fursztatskiej 34 (Фурштатская ул.) – 1910–1917.

W wyniku zagrożenia ze strony wojsk niemieckich na froncie wschodnim w 1918 ambasada została ewakuowana do Wołogdy.
Po rewolucji lutowej w 1917 Waszyngton uznał Rząd Tymczasowy Rosji. Związek Sowiecki został uznany przez Stany Zjednoczone dopiero w 1933 i wówczas nawiązano stosunki dyplomatyczne pomiędzy obydwoma państwami. Na przełomie lat dwudziestych i trzydziestych, rolę nieoficjalnego poselstwa USA w tym kraju pełnił użyczony przez Lwa Trockiego eks-kupiecki pałacyk Armanda Hammera (z 1816) w Moskwie przy ul. Sadowo-Samotecznej 14 (Садовая-Самотечная ул.); obecnie mieści się w nim ambasada Libanu.
W styczniu 1934 do Moskwy przybył William Bullitt – pierwszy amerykański ambasador akredytowany w ZSRR.

## Siedziba
Po otwarciu ambasady w 1934 początkowo miała mieścić się na Wzgórzach Leninowskich, lecz negocjacje w sprawie warunków wynajmu tego budynku zakończyły się fiaskiem. Ambasada przeprowadziła się wówczas do nowego budynku przygotowywanego na cele mieszkalne urzędników ówczesnego Urzędu Miejskiego (Моссовет) z 1934 (arch. Iwan Zołtowski, Jan Żółtowski) w pobliżu placu Czerwonego przy ul. Mochowej 13 (Моховая ул.) (1934–1953). W okresie II wojny światowej ambasadę Stanów Zjednoczonych wraz z 20 przedstawicielstwami innych państw ewakuowano do ówczesnego Kujbyszewa, gdzie w latach 1941-1943 zajmowała Dom Ratnerów z pocz. XX w. przy ul. Niekrasowskiej 62 (Некрасовская ул.). W tym okresie w Moskwie urzędowała jedynie placówka złożona z grupy urzędników z II sekretarzem na czele. Następnie ambasada powróciła z Kujbyszewa do Moskwy do dotychczas zajmowanego budynku przy ul. Mochowej 13. W 1953 ambasadzie przydzielono budynek mieszkalny z (arch. Jewgeni Stamo) z 1952 przy ul. Czajkowskiego 21-23 (ул. Чайковского), od 1994 nazywany Bulwarem Nowińskim (Новинский бульвар). Budynek ten był jednak zbyt mały dla potrzeb ambasady oraz nie zapewniał wystarczającego poziomu bezpieczeństwa. Dlatego cały czas trwały negocjacje w sprawie nowego miejsca dla amerykańskiej ambasady, które ułatwiał fakt poszukiwania przez rząd sowiecki nowego miejsca dla swojej ambasady w Waszyngtonie. Amerykanom ponownie proponowano przeniesienie ambasady na Wzgórza Leninowskie, jednak oferta ta została odrzucona z powodu zbyt dużej odległości tej lokalizacji od centrum Moskwy i budynków rządowych.

### Problemy z budową nowej siedziby
Ostatecznie uzgodniono bezpłatny wynajem 10-akrowej działki, zlokalizowanej za budynkiem ówczesnej ambasady przy ul. Czajkowskiego, na której miano przeprowadzić rozbudowę przedstawicielstwa. Umowa objęła również wynajem działki o powierzchni 1,8 akra, na której mieścił się Spaso House – od 1934 będący rezydencją amerykańskiego ambasadora.
Planowaną rozbudowę opóźnił fakt przedstawienia przez stronę sowiecką warunków, które nie zostały zaakceptowane przez rząd w Waszyngtonie. Sowieci zażądali, aby budowę prowadził lokalny wykonawca oraz kontrolę radzieckich urzędów na wszystkich etapach budowy. Ponadto projekt architektoniczny miał być zgodny z radzieckimi normami i technologiami. Należy jednak podkreślić, że takie warunki budowy ambasad miały zastosowanie w stosunku do wszystkich państw, budujących siedziby swoich misji w Moskwie. Impas został przełamany 4 grudnia 1972, gdy podpisano Umowę w sprawie warunków budowy dotyczącą zarówno budowy Ambasady Stanów Zjednoczonych w Moskwie, jak i Ambasady Związku Radzieckiego w Waszyngtonie, przyjmując identyczne warunki w stosunku do obu budów. Ustalono, że obie ambasady będą miały osiem kondygnacji. Zgodnie z umową państwo przyjmujące zapewniało materiały, przygotowanie placu budowy oraz wykonanie fundamentów i głównej konstrukcji budynku. Pozostałe prace wykonało państwo wysyłające przy użyciu wybranych przez siebie materiałów, przy pracach do czwartej kondygnacji zatrudniając lokalnych pracowników, a powyżej poziomu czwartego pracowników wybranych przez państwo wysyłające.
Kamień węgielny pod nowy budynek amerykańskiej ambasady wmurowano we wrześniu 1979. W sierpniu 1985 prace zostały przerwane po odkryciu w zbudowanych przez Sowietów podporach sprzętu nasłuchowego. W 1986 ukończono cześć kompleksu, z wyjątkiem budynku głównego. Z powodów bezpieczeństwa nowe budynki nie były wykorzystywane zgodnie z ich planowanych przeznaczeniem. W odpowiedzi Amerykanie nie dopuszczali do zajęcia przez Sowietów nowego kompleksu Ambasady ZSRR w Waszyngtonie.

### W niepodległej Rosji
Pod koniec 1991 przewodniczący KGB Wadim Bakatin oficjalnie przekazał amerykańskiemu ambasadorowi plany rozmieszczenia podsłuchów w ambasadzie. Dotychczas Związek Radziecki zaprzeczał podsłuchiwania dyplomatów. Rząd amerykański był jednak nieufny wobec Moskwy i nie zajął nowych budynków. Po upadku komunizmu, 15 czerwca 1992, Stany Zjednoczone podpisały z Federacją Rosyjską Umowę uzupełniającą w sprawie warunków budowy, w której Rosjanie zgodzili się na przebudowę nowego kompleksu ambasady zgodnie z amerykańskim projektem architektonicznym oraz przy użyciu amerykańskich pracowników i materiałów. 6 października 1994 Kongres Stanów Zjednoczonych zatwierdził projekt rekonstrukcji budynku. W wyniku prac rozebrane zostały dwa najwyższe piętra, a następnie dobudowane cztery kondygnacje oraz penthaus. Nowy budynek przy Balszoj Dziewiatyńskim zaułku (Большой Девятинский переулок) uzyskał amerykański certyfikat bezpieczeństwa i 5 maja 2000 rozpoczęto do niego przeprowadzkę ambasady.

## Przedstawiciele
Dwóch amerykańskich przedstawicieli w Rosji zostało później prezydentami Stanów Zjednoczonych. Byli to John Quincy Adams (minister pełnomocny w Rosji w latach 1809–1814), który był prezydentem w latach 1825–1829 oraz James Buchanan (poseł nadzwyczajny i minister pełnomocny w Rosji w latach 1832–1833), prezydent w okresie 1857–1861.

## Rezydencja ambasadora

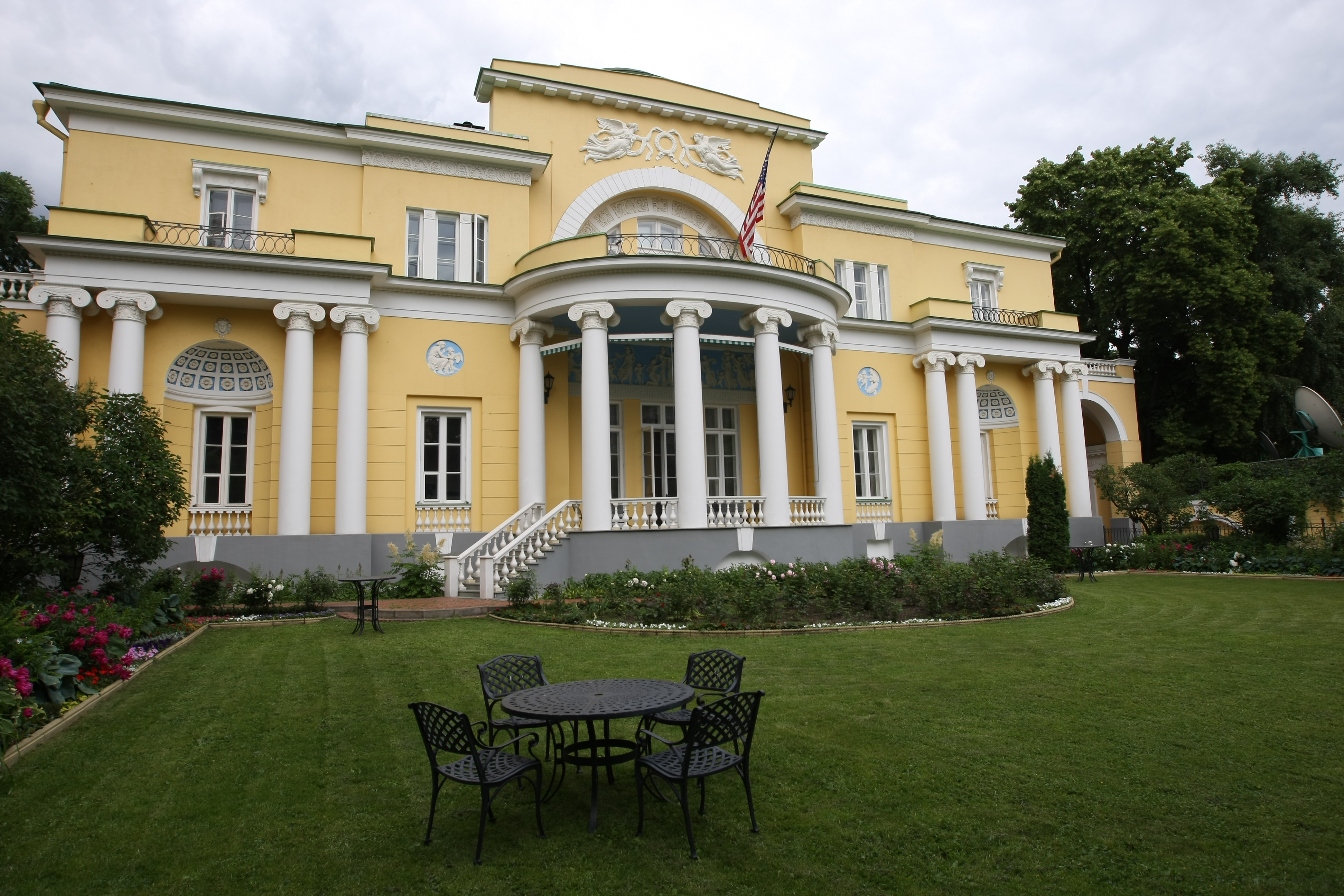
Rezydencja ambasadora Stanów Zjednoczonych w Moskwie w pałacu Wtorowa, Spaso House przy Spasopeskowskim Piereułku (1934-)

Tę funkcję pełni pałac Wtorowa (Особня́к Вто́рова) z 1915, określany przez stronę amerykańską tzw. Spaso-House, położony przy Spasopeskowskim Piereułku (Спасопесковский переулок) 10 (1934-).